# Hans Eichmann

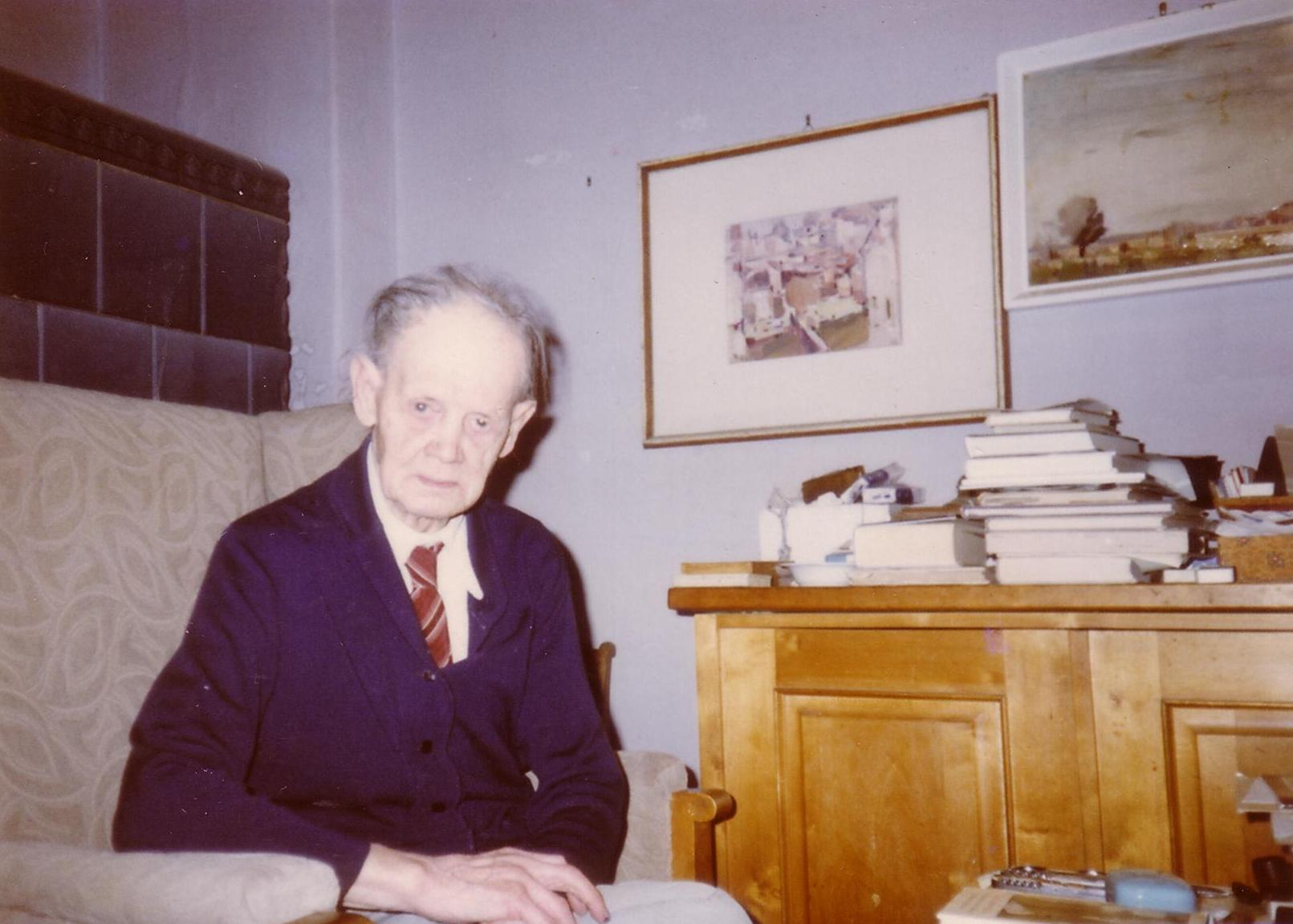
Hans Eichmann mit 96 Jahren in seinem Wohnzimmer

Hans Erich Wilhelm Eichmann (* 21. Mai 1888 in Rudnitsch, Kreis Wongrowitz; † 7. Februar 1987 in Velten bei Berlin) war ein deutscher Maler zwischen Impressionismus und Moderne.

## Leben
Eichmann wuchs auf einem Gutshof, wo sein Vater, Ferdinand Eichmann, Verwalter war, auf. Früh begann Hans Eichmann zeichnerisch nachzubilden, sucht Bekanntschaft mit zwei Kunstmalern in Stettin und begann dort ein Volontariat in dieser Grafischen Anstalt. Er arbeitete dann ein Jahr als Hauslehrer für die Kinder der Familie Senfft von Pilsach in Batzwitz in Pommern. Von 1910 bis 1913 bereitete er sich als Privatstudent bei dem Kunstmaler Wilhelm Müller-Schönefeld in dessen Berliner Atelier auf die Zeichenlehrerlaufbahn vor. Er bestand die Aufnahmeprüfung zum Studium, konnte das Studium in Folge der Ereignisse des Ersten Weltkrieges aber erst 1922 abschließen und erhielt dann eine Anstellung als Zeichenlehrer in Velten. Daneben widmete er sich der Malerei. Von 1926 bis 1927 absolvierte er ein freies Studium an der Staatlichen Kunsthochschule in Berlin-Schöneberg mit dem Abschluss als Studienrat, um im Lehramt Kunst und Zeichnen tätig zu sein.
Er heiratete am 14. Januar 1927 Katharina Mann aus Prenzlau. Er verkehrte u. a. mit den Künstlern Hans Hartig, Arthur Bracki, Wilhelm Tank, Rudolf Wernitz freundschaftlich.
In der Zeit des Nationalsozialismus war Eichmann obligatorisch Mitglied der Reichskammer der bildenden Künste. Es ist aber lediglich die Teilnahme an einer Ausstellung belegt. Eichmann nahm als Soldat der Wehrmacht am Zweiten Weltkrieg teil. 1945, in den letzten Tagen des Krieges, wurde das nach Prenzlau ausgelagerte bisher geschaffene künstlerische Werk durch Kriegshandlungen zerstört. Nach der Rückkehr aus der Kriegsgefangenschaft arbeitete Eichmann ab 1947 in Velten ausschließlich als freischaffender Künstler.

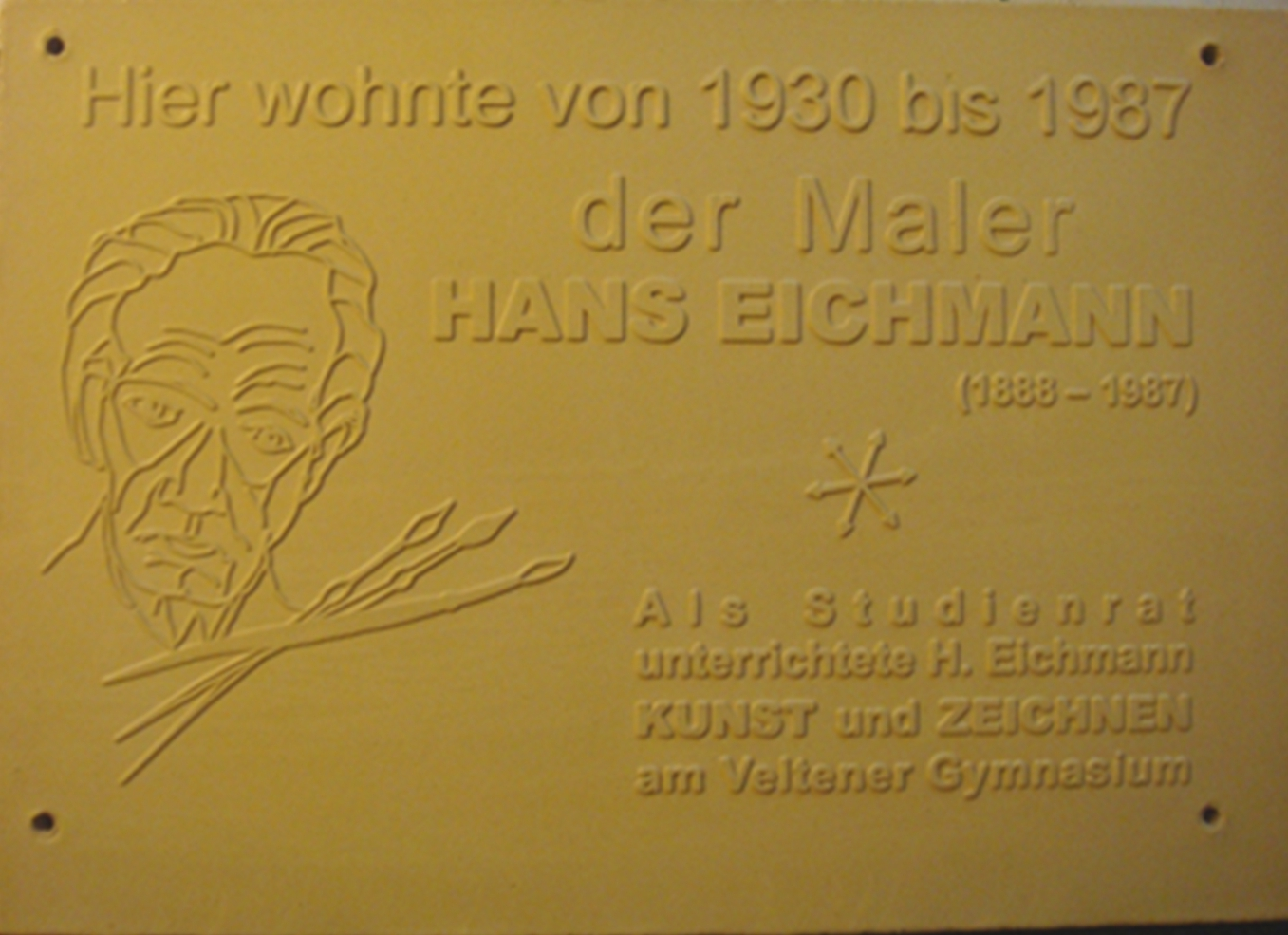
Gedenktafel für den Maler Hans Eichmann, an seinem Wohnhaus in Velten Viktoriastr. 56A

Seit 21. Mai 2015 erinnert in Velten eine Gedenktafel an dem Wohnhaus Viktoriastraße 56 A, in dem er von 1930 bis 1987 lebte und arbeitete, an Eichmann.

## Rezeption
„Seine – vorwiegend kleinformatige – Malerei trägt einen Hauch von Melancholie und ist geprägt von großer Innerlichkeit … Die Akte, hauptsächlich in Rötel und Kohle, sind kraftvollgezeichnet … Seine Selbstbildnisse sind Zeugnisse eines ständig mit sich und den Problemen des Lebens ringenden Menschen.“

## Ausstellungen
- 1930: Teilnahme an Berliner Grafikausstellung unter Vorsitz von Max Liebermann
- 1931: Teilnahme an der Großen Berliner Kunstausstellung Schloss Bellevue
- 1931: Teilnahme an der Herbstausstellung der Preussischen Akademie der Künste zu Berlin
- 1937: Berlin, Stadthaus Wilmersdorf (Ausstellung des Ortsvereins Berlin der Allgemeinen Deutschen Kunstgenossenschaft)
- 1978: Ostdeutsche Galerie Regensburg - Selbstbildnisse
- 1983: Eröffnung der Bildsammlung „Käthe Eichmann“ (seiner Frau gewidmet) in Schwante als vorerst ständige Ausstellung seines Werkes. Es folgen Publikationen in Tageszeitungen und in der Zeitschrift Bildende Kunst.

- 1988: Umfangreiche Gedenkausstellung zu seinem 100. Geburtstag in Velten, mit großer Resonanz aus vielen Teilen des Landes.
- 1994: Das Ofen- und Keramikmuseum Velten zeigt in einer Kabinettausstellung einen Querschnitt der Arbeiten von Hans Eichmann
- 2005: Zum 100-sten Jubiläum des Ofen- und Keramikmuseums Velten werden in einer Sonderausstellung Ölbilder, Aquarelle und Zeichnungen aus seiner Schaffenszeit, Arbeiten bis zu seinem Tode, gezeigt.
- 2015: Kabinettausstellung im Kloster Stift zum Heiligen Grabe „Landschaften, Bildnisse und mehr…als Teil der Schöpfung – gesehen durch die Augen eines Malers“.

## Ausstellungsnachweise
- 1931: Amtlicher Katalog der I. Abteilung, Verlag: Kartell der Vereinigten Verbände Bildender Künstler Berlins e. V. im Schloss Bellevue, Berlin NW 40. Seite 13, Nummer 87 (Stilleben), Nummer 88 (Flachlandschaft)
- 1931: Katalog zur Herbstausstellung Oktober/November im Verlag der Preußischen Akademie der Künste zu Berlin. Seite 8, Nummer 79 (Straße im Schnee), Nummer 80 (Mädchenbildnis)
- 1978: Ausstellungskatalog der Ostdeutschen Galerie Regensburg zur Jahresausstellung der Künstlergilde 1978

Eichmann, Hans; Nummer 17 (Rötel), 18 (Kreide), 19 (Kreide)
- 1983: Kunstzeitschrift Bildende Kunst, Heft 2/1985 vom Verband Bildender Künstler der DDR. Seite 88 (Bildsammlung Hans Eichmann)
- 1988: Gästebuch zur Ausstellung „Bildsammlung Hans Eichmann“.
- 1994: Baustein 2 – Schriftenreihe des Ofen- und Keramik-Museums Velten, Ausstellung des Fördervereins Ofen- und Keramik-Museums Velten e. V. 1994. Seite 42–47 (Hans Eichmann – ein Zeichenlehrer malt seine Stadt).
- 2005: Ausstellung zum 100-jährigen Bestehen des Ofen- und Keramik-Museums von Velten[4][5] mit Personalausstellung Hans Eichmann. „Hans Eichmann - Bilder und Zeichnungen“ (Flyer)
- 2015: Kabinettausstellung Hans Eichmann „Landschaften, Bildnisse und mehr- als Teil der Schöpfung, gesehen durch die Augen eines Malers“, im Kloster Stift zum Heiligengrabe[6] in Heiligengrabe bei Wittstock.

## Sonstige Publikationen und Literatur
- Hellmut Arndt: „Was die Seele berührt“ – Ein vergessener Maler – Hans Eichmann (1888 bis 1987). Veltener Verlagsgesellschaft, 2014, ISBN 978-3-9816076-3-5.[7][8]
- Gedenktafel Hans Eichmann in Velten. In: Velten Journal – Magazin für die Stadt Velten, 04/2015 Seite 12.[9]
- Hans Eichmann bei BBF-Archivdatenbank online